# Hubert Ferdinand Kufferath
Hubert Ferdinand Kufferath (ur. 11 czerwca 1818 w Mülheim an der Ruhr, zm. 23 czerwca 1896 w Saint-Josse-ten-Noode) – niemiecki kompozytor, skrzypek i pianista.

## Życiorys
Brat Johanna Hermanna i Louisa. Uzdolnienia muzyczne wykazywał już jako dziecko. Uczył się pod kierunkiem braci, następnie u Johanna Hartmanna w Kolonii. W latach 1833–1836 studiował u Friedricha Schneidera w Dessau. W 1839 roku swoją grą na skrzypcach zachwycił Felixa Mendelssohna, który zaprosił go do Lipska, gdzie Kufferath uzupełniał swoją edukację w tamtejszym konserwatorium u Ferdinanda Davida. W 1841 roku został dyrygentem Männersangverein w Kolonii. W 1844 roku osiadł w Brukselii, gdzie uczył gry na fortepianie i kompozycji, a także prowadził działalność jako dyrygent towarzystw śpiewaczych i animator koncertów kameralnych, w których sam występował. Od 1872 do 1896 roku uczył kontrapunktu i fugi w konserwatorium w Brukseli. Do grona jego uczniów należeli Eduard Lassen, Arthur De Greef i Edgar Tinel.
Był autorem m.in. Symfonii, Koncertu fortepianowego, a także licznych utworów na fortepian. Jego synem był wiolonczelista Maurice Kufferath.